# 保羅·雷德
保羅·雷德（英語：Paul Rader，1934年3月14日—）是第15任救世軍大將（1994－1999）。他也曾於2000年至2006年間擔任過肯塔基州阿斯伯里大學（Asbury College）的校長。
保羅1934年出生於美國紐約。他大學就讀於肯塔基州的阿斯伯里大學，之後也於阿斯伯里神學院（Asbury Theological Seminary）以及南部浸信會神學院（Southern Baptist Theological Seminary）就讀過，並擁有BA、BD和MTh的學位。
在阿斯伯里，他遇見了他現在的妻子，凱兒（Kay），並與她結婚了。凱兒則是擁有了的學位，並是一名教師。他們在1960年9月進入了美國紐約的救世軍軍校，並在不久即被任命為軍官。
| 前任： 邦衛·提歐斯里 | 救世軍大將 1994–1999 | 繼任： 約翰·郭宛斯 |